# سن-سلستن، کبک (روستا)
سن-سلستن (به فرانسوی: Saint-Célestin) روستایی در منطقه شهری نیکوله-یاماسکا ناحیه سانتر-دو-کبک در استان کبک کانادا است. در سرشماری سال ۲۰۱۱ این روستا ۷۲۶ نفر جمعیت داشته‌است و مساحت آن ۱٫۶۱ کیلومتر مربع است.